# Baron-bandit
Cet article concerne la pratique médiévale. Pour l'utilisation du terme aux États-Unis, voir Barons voleurs.

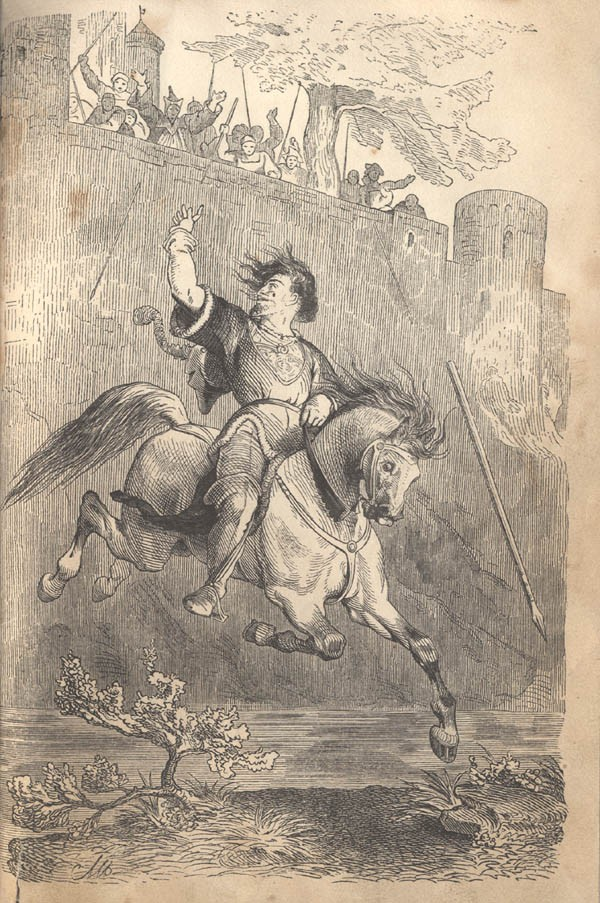

Le terme baron-bandit est un concept utilisé par plusieurs historiens des Temps modernes et qui est passé dans le langage courant. Il qualifie au départ les nobles ruraux ayant pris part à des activités de banditisme durant les XVIe et XVIIe siècles.

## Contexte d'apparition du terme

### Reféodalisation de l'Italie auXVesiècle

#### Phase de croissance
Après le traité de Cateau-Cambrésis en 1559, qui conclut les guerres d'Italie, le pays entre dans une paix relativement stable. La guerre ne faisant plus de morts et les épidémies de peste se raréfiant, la démographie italienne générale connait une croissance importante. Ainsi, Venise passe d'une population de 105 000 habitants en 1509, à une population de 158 000 en 1552. De même pour Naples et Palerme dont le nombre d'habitants passe de 150 000 à 220 000.
Cette croissance démographique entraine une augmentation de la main-d’œuvre et de la demande, et donc une croissance économique importante. L'Italie du nord devient la principale exportatrice de tissus de luxe, les bateaux longs-courriers italiens sillonnent les mers pour des clients occidentaux et les banques génoises deviennent les prêteurs attitrés du royaume d'Espagne. Un groupe social émerge très rapidement de cette croissance économique fulgurante : les bourgeois, composés des plus riches marchands et banquiers des grandes villes. Ceux-ci s'immiscent très rapidement dans la vie politique de leurs États et rivalisent bientôt avec la haute noblesse.

#### Phase de crise
Mais cette atmosphère de croissance commence dès 1580 à stagner, et dans certaines régions — surtout la Romagne — elle se transforme en crise socio-économique. Celle-ci est d'un côté causée par un regain des épisodes de peste, par de mauvaises récoltes entrainant des famines ainsi que par une concurrence maritime et textile des pays nordiques causant la chute de l'industrie et des banques italiennes. De l'autre côté, le rôle des grandes villes ne cesse de grandir et le pouvoir des autorités centrales se fait de plus en plus autoritaire, au détriment des petites seigneuries ou cités locales soumises. De plus l'Église catholique entame sa contre-réforme en vue de se réorganiser et de s'affirmer face aux mouvements protestants — dont les idées ont commencé à se propager depuis un demi-siècle.
Afin donc de protéger leurs richesses, les élites bourgeoises investissent dans des terres rurales, Pierre Milza nomme cela « la ruralisation des patrimoines ». En effet, ces bourgeois achètent des fiefs ayant été confisqués par l'État. Par ces achats, les élites bourgeoises acquièrent aussi les titres de noblesse allant de pair avec les fiefs. Ils deviennent donc des nouveaux nobles parfois aussi nommés barons. Une partie de ces aristocrates tendent à se dérober de l'autorité de la capitale de l'état. Ils se disent seuls maitres de leurs terres et imposent des taxes aux paysans présents sur leurs terres.
C'est ce retour à des divisions territoriales proches des seigneuries féodales qui est nommé reféodalisation.

### Banditisme
Dès 1560 l'Italie connait donc une crise socio-économique importante.
Associée à cette crise, une augmentation du nombre de miséreux et de rebelles qui se réunissent dans de bandes armées sillonnant les campagnes et les régions montagneuses notamment l'Agro Romano, les alentours de Naples et de Venise.
La plupart des bandits sont des paysans pauvres. Touchés de façon plus forte que les autres groupes sociaux par la crise économique, ils ont dû céder leurs terres à leurs seigneurs car leur endettement était devenu trop important. Ils errent donc de ville en ville pour louer leurs bras mais entrent bien souvent dans des groupes de bandits où le pillage assure leur subsistance.
On retrouve aussi des mercenaires aux caractères belliqueux mis au chômage par la paix de Cateau-Cambrésis de 1559.
Ils sont rejoints par des ecclésiastiques fuyant les réformes brusques de l’Église ou s'opposant aux prises de décisions notamment celles du pape Pie V.
Et à eux s'ajoutent certains nobles terriens ou barons, qui s'opposent au pouvoir centralisateur et bureaucratique des grandes villes. La plupart du temps ces barons ne font pas partie intégrante des bandes armées mais leur offrent un soutien logistique ou financier. Ce sont bien ces nobles que les historiens nomment barons-bandits.

## Caractéristiques des barons-bandits

### Durant les Temps modernes

#### En Italie

##### Motifs de participation au banditisme
Les barons-bandits s'opposent en premier lieu au pouvoir grossissant des capitales où se tient le pouvoir qui se fait de plus en plus absolu et n'est accessible qu'à l'aristocratique ancienne. À Florence par exemple, Cosme I installe une micro-monarchie bureaucratique dont il est le centre. Autour de lui, seulement quelques très hauts nobles (faisant partie de l'ancienne noblesse) ont le droit de gérer les affaires politiques au sein du conseil de la Pratica Segreta. Cosme se munit aussi d'une milice qui contrôle toute forme d'opposition, ainsi que d'un système de contrôle des périphéries où des ducs sont chargés de surveiller l'obéissance des petites villes et des seigneuries. Cet ensemble tend à diminuer profondément l'autonomie de ces seigneuries dont certains barons se réclament seuls souverains. Liés à ces volontés d'indépendance de quelques barons, plusieurs États italiens mettent en place des examens des titres de propriétés féodales. C'est le cas à Rome où le pape Grégoire XIII inspecte scrupuleusement tous les titres féodaux. Si un baron n'a pas payé le cens recognitif ou si les terres féodales concédées sont passées à une autre famille, alors la chambre apostolique entame un procès de récupération. La crainte de perdre les titres de noblesse et les terres est une raison supplémentaire pour s'opposer aux pouvoirs en place et vouloir les déstabiliser.

##### Caractéristiques
Les barons-bandits sont majoritairement propriétaires de terres éloignées des grandes villes, là où le contrôle des pouvoirs et des milices est moindre. Les régions les plus touchées sont notamment la Calabre, la Romagne et les Abruzzes.
Ils font rarement partie des groupes de bandits et ne prennent que rarement part aux actes criminels. Ils offrent plutôt un soutien financier aux bandes ou les hébergent lorsque les milices parcourent les terres. Mais parfois ils mènent des attaques, principalement celles qui visent directement les grandes villes, comme en 1580 lorsque le baron Piccolomini et sa troupe de bandits arrivent à entrer dans l'enceinte urbaine de Rome.

##### Personnalités
- Giovanni Pepoli (1521-1585) : Militaire puis seigneur dans la région de Bologne, il est arrêté, torturé et tué sous l'ordre de Antonio Mari Salvati, légat du pape à Bologne, pour avoir refusé de remettre aux autorités un bandit qu'il hébergeait dans la forteresse de Castiglione[12].
- Ascanio Colonna
- Famille Della Cornia
- Famille Caltani

#### En Allemagne
Pour les terres du Saint-Empire, on parlera plutôt de « chevalier-brigand » (Raubritter) pour désigner les chevaliers d'Empire (Reichsritter), qui au XVIe siècle s'attaquent sur les routes aux commerçants, ou rançonnent les villes, comme Metz en 1518. Franz von Sickingen et Ulrich von Hutten, qui s'opposent aussi aux princes ecclésiastiques sur fond de Réforme, en sont de bons exemples. Le terme de « chevalier-brigand » est attesté dès 1810, dans l'introduction d'un ouvrage consacré aux châteaux forts allemands. L’œuvre énigmatique de Dürer intitulée "Le Chevalier, la Mort et le Diable" en serait par ailleurs une illustration.

#### En France
C'est principalement à la fin du XVIIIe siècle et surtout pendant la période de la Révolution française que le banditisme (plutôt nommé brigandage par les historiens français) connait son paroxysme. Les raisons sont sensiblement les mêmes que pour l'Italie : la pauvreté et le manque de ressources mais surtout, dans le cadre de la révolution de 1789, l'opposition au pouvoir royaliste puis l'opposition de quelques familles nobiliaires au pouvoir du Directoire.
C'est principalement dans les régions décentralisées, comme le Midi et les espaces belges, que des bandes armées pratiquant vols et meurtres se rassemblent. Ce sont d'abord certains nobles anti-royalistes ayant quitté l'armée et dont les familles ont été déchues de leurs droits féodaux qui se retrouvent parmi ces bandes. Ensuite, sous le Directoire, ce sont des nobles voulant affaiblir le nouvel ordre mis en place qui pilotent les groupes armés en apportant surtout un soutien logistique.

### Durant l'époque contemporaine
À partir du XIXe siècle, le banditisme tel qu'il était aux XVIe et XVIIe siècles tend à disparaitre. La noblesse n'ayant plus de rôle social aussi important que durant les périodes précédentes, le concept de baron-bandit n'est plus utilisé. Seule la littérature met encore en scène des nobles brigands.
Mais la langue française a retenu une partie de ce concept historique. Aux XXe et XXIe siècles, le terme de « barons du crime » renvoie à des personnalités criminelles influentes et riches.